# 小川清彦 (教育学者)
小川 清彦（おがわ きよひこ、1934年 - ）は、日本の教育学者。奈良教育大学名誉教授。東大阪大学学長。

## 来歴
東京教育大学（現在の筑波大学）教育学部を卒業。卒業後、北海道教育大学に勤務。のち奈良教育大学に移り、奈良教育大学教授となる。また、帝塚山短期大学講師、大阪成蹊女子短期大学講師、奈良文化女子短期大学講師などを歴任した。2005年、東大阪大学学長に就任した。2014年瑞宝中綬章受章。